# Zuidergemaal
Het Zuidergemaal, of het Sudergemaal is een poldergemaal liggend in de provincie Friesland te Nij Beets. 
Het gemaal is nog in werkende staat, maar werkt niet meer in opdracht van een waterschap. Het is vooral een museum, maar ook een kunstgalerie. Het gebouw is vanwege de cultuurhistorische waarde een rijksmonument, evenals een turfmakershuisje, samen maken ze deel uit van het openluchtmuseum It Damshûs.

## Geschiedenis
Door de vervening, die vanaf 1863 plaats had onder Nij Beets, ontstonden er tussen Oldeboorn en Beetsterzwaag uitgestrekte veenplassen en moerasgebieden. Om het land weer in cultuur te kunnen brengen was het nodig het waterpeil te regelen door een polder aan te leggen. Bekostiging hiervan vond plaats door bij de veenbazen, die de turf lieten delven, het zogeheten slikgeld te heffen. 
In 1868 werd de 'Groote Veenpolder in Opsterland en Smallingerland' opgericht. Er werden kaden om de polder gelegd, het Polderhoofdkanaal werd uitgegraven, en bij het dorp De Veenhoop werd in 1893 stoomgemaal 'De Veenhoop' gebouwd, dat uitsloeg op het Grietmansrak. In 1918 kwam stoomgemaal 'De Boorne' erbij dat uitsloeg op het Koningsdiep. De afwatering bleef echter ondoelmatig en veroorzaakte ernstige wateroverlast. Beide stoomgemalen werden daarom buiten bedrijf gesteld. Vervolgens werd er door een polderopzichter een plan ontwikkeld voor een geheel nieuw bemalingssysteem. 
Aan de Ripen werd in 1924  het Sudergemaal gebouwd, een van de eerste elektrische gemalen in Friesland. Door een bovengronds-  en een ondergrondskanaal werd het water gepompt naar de Nieuwe Vaart in Opsterland, bij Uilesprong. Samen met het 'Noordergemaal' bij Smalle Ee, aangedreven door een dieselmotor, zorgde het Sudergemaal voor het waterbeheer van de polder. Het Noordergemaal werd in 1979 ontmanteld. Het Sudergemaal is in 1987 buiten bedrijf gesteld en zou ook worden ontmanteld. Liefhebbers hebben dit voorkomen en wisten ook de exploitatie veilig te stellen. 
Het Sudergemaal is in 1991 door waterschap 'Het Koningsdiep' overgedragen aan het openlucht laagveenderij museum 'It Damshûs', dat het sindsdien beheerd als museumgemaal en galerie voor Friese landschapsschilders.

## Onderhoud
Het Sudergemaal verkeert nog in nagenoeg originele staat. De ondergrondse pomp heeft tot 1987 gefunctioneerd en is nog steeds bedrijfsklaar, en kan worden gedemonstreerd zonder waterverplaatsing. De bovengrondse pomp is, nadat hij ongeveer 15 jaar wegens interne beschadigingen niet had kunnen draaien, in 1995 door de firma  Stork gereviseerd. Ook de aandrijfmotors en aanloopcontrollers zijn gereviseerd, en de aanzuigbuis is weer luchtdicht gemaakt. Het Wetterskip Boarn en Klif heeft een oude aandrijfriem uit het gemaal van  Echten geschonken, waarna de bovengrondse pomp weer kon draaien.

## Huidige staat
Bij de ruilverkaveling is het waterpeil omlaag gebracht en zijn de waterkanalen naar het gemaal afgedamd, daardoor kon geen water meer verzet worden. In 2000 is een regelbare stuw met keersluis in de boezemkade aangelegd. Hierdoor is het mogelijk middels de bovengrondse pomp het oorspronkelijke gemaalbedrijf te demonstreren. Vanaf het bruggetje over de stuw kan men de 160 m³ water per minuut onder zich door zien stromen, en daarmee een idee krijgen van het gemaal in de werkende staat.
Het Sudergemaal ligt schilderachtig in het Friese polderlandschap. Om de relatie tussen gemaal en landschap te benadrukken worden er exposities van hedendaagse schilders van het Friese landschap gehouden. Het gemaal is opgenomen in diverse toeristische fiets- en autoroutes. Sinds er een aanlegsteiger van de Marrekrite is gebouwd, is het Sudergemaal ook vanaf de toeristische vaarweg de Turfroute bereikbaar.

## Pompen en motoren

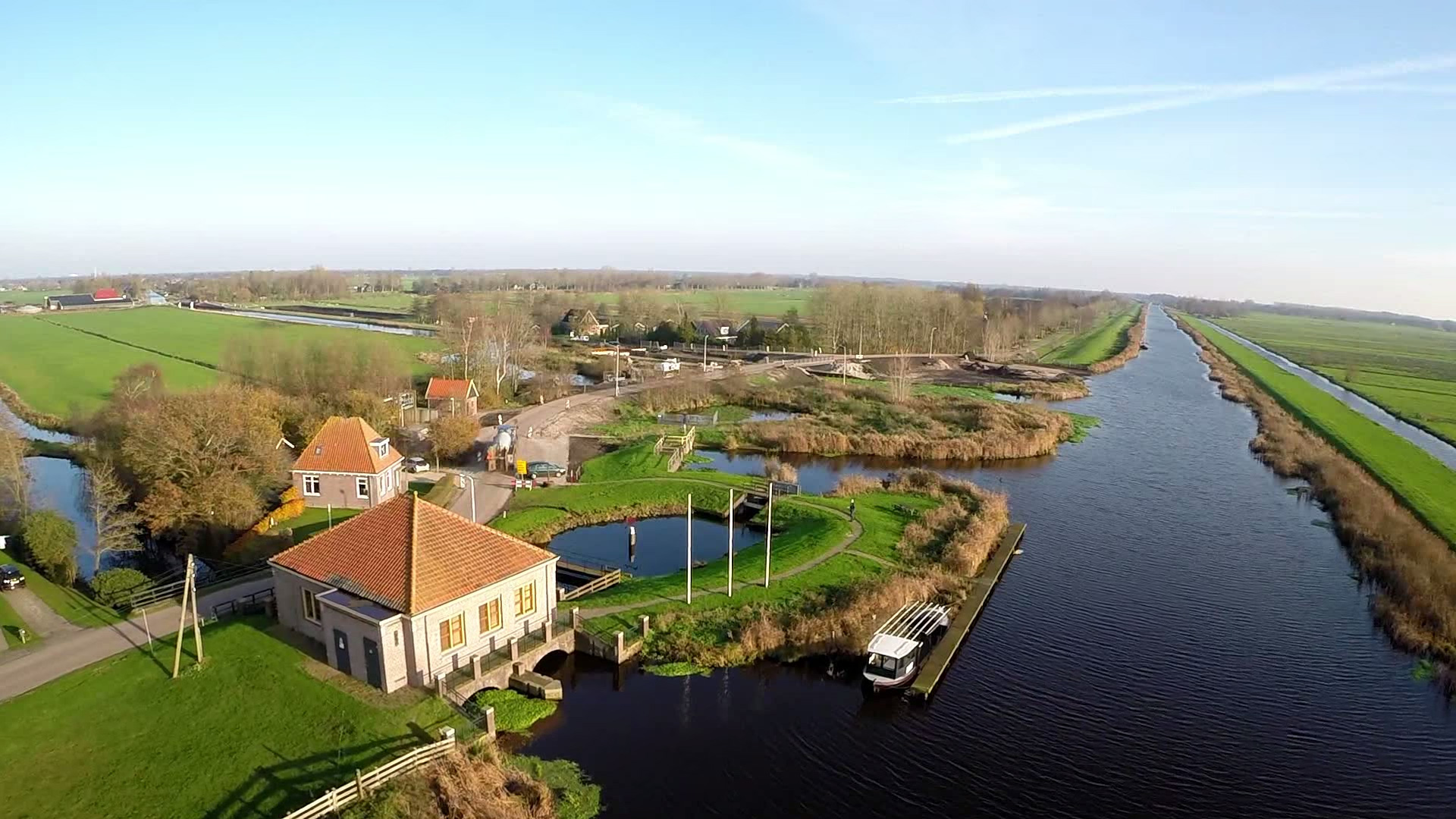
Sudergemaal vanuit de lucht

In het gemaal staat een tweezijdig aanzuigende centrifugaalpomp van Stork  geïnstalleerd, een ondergrondse pomp met een capaciteit van 150 m³ per minuut, bij een opvoerhoogte van circa twee meter. De pomp wordt via een vlakke riemoverbrenging van leer aangedreven, door een Heemaf kortsluitankermotor van 120 Pk uit 1924. Daarnaast is het gemaal uitgerust met een schroefpomp, een bovengrondse pomp met een capaciteit van 160 m³ per minuut (2666 liter per seconde), bij een opvoerhoogte van 0,70 meter. De aandrijving geschiedt eveneens met een vlakke riemoverbrenging, met een kortsluitankermotor van 80 Pk. Om de pompen werkend te krijgen is het nodig eerst het water omhoog te zuigen. Hiervoor gebruikt men twee vloeistofringvacuümpompen.
Ir. D.F. Woudagemaal · 
De Heining ·
Gemaal De Fjouwer Kriten ·
Gemaal De Drait · 
Gemaal De Lege Walden · 
Gemaal De Delen · 
Gemaal De Welle · 
Gemaal Auke Algera · 
Gemaal Dongerdielen · 
Gemaal Echten · 
Gemaal De Grie ·
Gemaal Fjouwerhûs ·
H.G. Miedemagemaal · 
J.L. Hooglandgemaal · 
J.Th. Kemmegemaal · 
J.S. Gerbrandy-gemaal · 
Jan Nijlandgemaal · 
Gemaal Nijelamer · 
Gemaal Oranje Nassau · 
Gemaal De Ontginning · 
Ropta · 
Tripgemaal · 
Willem Jongsmagemaal · 
Zuidergemaal